# Matanier Zchrakara
Koordinaten: 42° 5′ 18,7″ N, 45° 9′ 10,8″ O

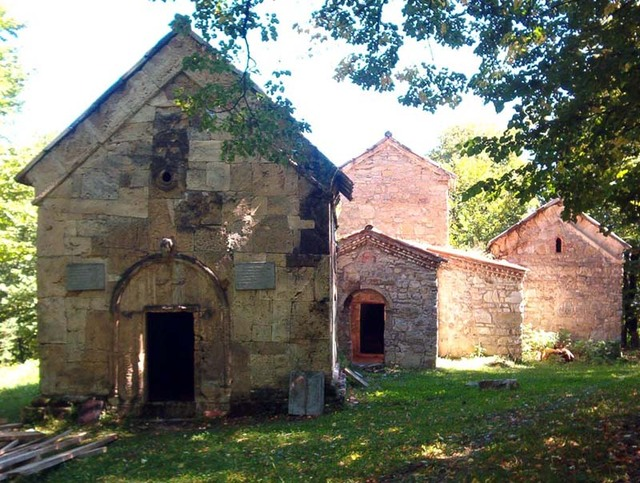
Matanier Zchrakara

Matanier Zchrakara (georgisch მატნის ცხრაკარა; mɑtʼnɪs t͡sχrɑkʼɑrɑ) ist ein mittelalterliches georgisch-orthodoxes Kloster in der Region Kachetien, Achmetis Munizipaliteti, etwa 3,5 Kilometer westlich von dem Dorf Matani.
Der Klosterkomplex besteht aus mehreren Kirchen und anderen klösterlichen Gebäuden. Um das Kloster herum gibt es auch eine niedrige Einfriedungsmauer. Das Hauptgebäude des Klosters ist eine dreischiffige Basilika, die im 5. bis 6. Jahrhundert aus behauenen Steinen errichtet wurde. Die Basilika ist ein rechteckiges Gebäude (10 × 8,7 m). In den 8. und 9. Jahrhunderten wurden noch zwei kleinere einschiffige Basiliken errichtet. Diese Basiliken sind an den nördlichen und westlichen Wänden der Hauptkirche angebaut.
Im 15. Jahrhundert wurde im Kloster ein Glockenturm erbaut. In dieser Zeit wurden auch die Wände der Hauptkirche mit Freskos versehen. Die Freskomalerei ist teilweise bis heute erhalten geblieben. Westlich von der Hauptbasilika steht noch eine kleine Kirche aus dem Spätmittelalter.